# 阿部桃子 (1988年生)
阿部 桃子（あべ ももこ、1988年3月17日 - ）は、日本の女優、モデル、タレント。ベリーベリープロダクション所属。

## 来歴
宮城県仙台市出身。8歳時にモデル・女優を始めた。2012年のミス・アース・ジャパンのファイナリスト。
2015年3月30日より、日本テレビ「スッキリ!!」にレポーターとして出演した。
同番組のレポーターには同姓の阿部祐二がおり、彼の娘の名前も「桃子」であることから、父娘と誤解されることがしばしばあった。同年4月7日の自身の公式ブログにおいて、阿部祐二の娘・阿部桃子（1994年生、千葉県出身）と別人であると釈明した。本記事の阿部は、出演時に木梨憲武から額にサインを書かれたことでも話題になった。
2017年3月31日に「スッキリ!!」を降板。同年7月4日、阿部祐二の娘・桃子が、ミス・ユニバース日本代表に選ばれたため、自身の公式ブログにおいてその快挙を祝福すると同時に、両人が同姓同名の別人であると再び書き込んだ。7月6日、写真集発売会見に臨んだが、同姓同名の別人であることがニュースとなった。さらに後日、自身の公式ブログで人違いであると念押ししている。一方で、同姓同名であることを利用してファンを増やそうとしたことを、日本テレビ「有吉反省会」（2017年9月9日放送）で告白した。
2018年7月15日、以前より交際していた男性と結婚したこと、また妊娠8カ月であることを明らかにした。同年9月下旬、第1子女児を出産。出産後は体調を見ながら仕事に復帰する意向。
趣味は歌、特技はピアノ・マリンバ。

## 出演

### 現在

#### テレビ・WEB配信
- ふるさとタイム（2015年10月 - 、J:COMテレビ） - 北海道・東北タイムレギュラー[3]
- ジュエリーな気持ち（2016年10月 - 、BS-TBS） - レギュラー[3]
- 湘南サマーステーション〜海のスタジオから生放送!〜（2017年7月 - 、J:COMテレビ） - レギュラー[3]

#### CM・広告
- SMBC日興証券（2015年4月 - ）[3]
- フナボリ「水冷扇」（2016年7月 - ）[3]
- ハッピーメール（2017年5月 - ）[3]

### 過去

#### テレビ・WEB配信
- スッキリ!!（2015年3月 - 2017年3月、日本テレビ） - リポーター[3]
- 焼肉女子会&MORE（2015年9月 - 2016年6月、BS-TBS） - ミート女子[3]

#### CM・広告
- JR東日本（2000年7月）[3]
- NTT Docomo 東北（2005年10月）[3]
- 資生堂 MAQuillAGE WEB広告（2010年7月）[3]
- 資生堂 ザ・コラーゲン（2012年5月）[3]
- スバルファイナンス  WEB広告（2012年7月）[3]
- ネス外国語会話  WEB広告（2013年2月）[3]

### 舞台
- 『優しい6つの夜のために』（2010年10月）[3]
- 『カレッジ・オブ・ザ・ウィンド』（2012年3月）[3]
- 『スタイリッシュ』（2012年11月）[3]
- 『余白な僕ら』（2013年10月 - 2013年11月）[3]

### 映画
- 真夏の方程式 - 野添桜子役（2013年6月公開）[3]

### 写真集
- 20'omegaω（2017年4月25日、ワニブックス、撮影：中山雅文）[4] ISBN 978-4847049149

### 補足
1. ↑  2017年9月の有吉反省会出演時[1]の禊ぎとして提案。当面の間公式サイトの名義が「阿部サマンサ」になっている[2]。今後の継続利用や別番組での利用については不明。またブログ・ツイッター・Instagramは改名されていない。